# 康拉德·维德
汉斯·瓦尔特·康拉德·法伊特（德語：Hans Walter Conrad Veidt，1893年1月22日—1943年4月3日）是一名出生于德国后来移民美国的演员。他最出名的角色之一是在《北非谍影》中饰演德国少校。

## 生平
康拉德·维德出生在德国柏林的一个工人家庭，1912年他完成了中学学业，但是却没能拿到毕业证。他的爱好广泛，包括动物、舞台、电影院游泳以及高尔夫。1916年他开始了自己的演员生涯拍摄了自己的第一部无声片。之后他在德国拍摄了75部电影而拍摄的影片总数达到了119部。除了作为演员进行表演之外，他还在1922年尝试着自己导演了一部影片。在德国以外，1927年时他还曾经在意大利、法国和瑞典等地拍摄过影片。1928年他拍摄了一部名为《The Man Who Laughs》，这部电影是根据大文豪维克多·雨果的同名小说改变而来的。他在影片中饰演一名英国贵族之子，而这个人物的形象后来成为了著名漫画《蝙蝠侠》中头号反派人物小丑的原型。
他一共拥有三段婚姻，并且和自己的第二任妻子生下了一名女儿。在20年代和30年代初期他是一名坚定的反纳粹份子，当1933年纳粹上台以后他成为了盖世太保的监视对象。当纳粹开始将各种居民按人种和民族区分时，他经常把自己写成犹太人以示抗议。1933年4月6日，就在他和第三任犹太妻子结婚后一周他移居到了英国。据说他在1938年成为了英国公民，在英国他继续拍摄影片，战争期间他自然地在电影中饰演了纳粹的角色并且还把自己薪水的很大一部分捐献了出来。1940年康拉德·维德来到了好莱坞，在那里他拍摄了包括北非谍影在内的许多影片。不过一生之中他只拍过一部彩色电影，1943年他拍摄了自己的最后一部影片。在洛杉矶的高尔夫球场上，他因为突发心脏病而去世。